# Japan Airlines-vlucht 351
Japan Airlines-vlucht 351 werd uitgevoerd met een vliegtuig van Japan Airlines, dat op 30 maart 1970 tijdens een vlucht van Tokio naar Fukuoka werd gekaapt door negen leden van de groepering die zich later het Japanse Rode Leger zou noemen. Het was een van de eerste aanslagen gepleegd door deze groep.
In het Japans staat het incident bekend als de Yodogo-kaping (よど号ハイジャック事件, Yodogō Haijakku Jiken). De kaping geldt als een van de beruchtste uit de geschiedenis van de Japanse luchtvaart.

## Aanleiding
Eind jaren zestig formeerde zich een beweging die de intentie had om de Japanse constitutionele monarchie omver te werpen en Japan socialistisch te maken. Uit deze beweging ontstond later, in 1971 dus na deze kaping, het Japanse Rode Leger. Besloten werd dat de Tamiya-groep als een soort zendingseenheid naar Noord-Korea zou gaan om in Noord-Korea een basis op te bouwen voor een "links leger". Noord-Korea werd niet zo zeer gekozen omdat het regime de beweging steunde, maar alleen omdat het het dichtstbijzijnde "land was dat vijandige betrekkingen onderhield met het Japanse imperialisme". Aangezien er reeds een arrestatiebevel tegen hen was uitgevaardigd en het voor hen onmogelijk was Japan legaal te verlaten, werd besloten een particulier passagiersvliegtuig te kapen als reismiddel.

## Verloop
De kapers hadden zich bewapend met katana’s en een bom. Ze namen alle 122 passagiers en 7 bemanningsleden in gijzeling. Het vliegtuig vloog nog wel door naar Fukuoka, maar moest na een tussenlanding daar onder dwang van de kapers doorvliegen naar Gimpo International Airport in Seoul, en ten slotte de luchthaven van Pyongyang, Noord-Korea.
Onder de passagiers bevonden zich onder anderen:
- De latere rooms-katholieke aartsbisschop en kardinaal Stephen Fumio Hamao.
- De Japanse popzanger Mita Akira
- Shigeaki Hinohara
- Dr. Hinohara

Geen van de gegijzelde passagiers kwam om; een aantal werd vrijgelaten bij de tussenlanding in Fukuoka, en de rest werd vrijgelaten in Seoul. Na te zijn geland in Noord-Korea, gaven de kapers zich over aan de autoriteiten aldaar en lieten de laatste bemanningsleden vrij. De Noord-Koreaanse autoriteiten gaven alle kapers politiek asiel.

## Nasleep
De enige kaper die ooit voor de kaping is veroordeeld, is Yoshimi Tanaka. Hij werd in Thailand gearresteerd en in maart 2000 naar Japan teruggebracht. Hij overleed 1 januari 2007 in de gevangenis. De andere kapers zijn nooit berecht. Volgens bronnen van de Japanse politie zouden in elk geval twee van hen reeds overleden zijn. Takamaro Tamiya, de leider van de groep, stierf in 1995, en Yoshida Kintaro stierf voor 1985. Vier andere kapers, Takahiro Konishi, Shiro Akagi, Kimihuro Uomoto, en Moriaki Wakabayashi (een van de eerste leden van de avant-garde rockband Les Rallizes Dénudés) zijn nog in leven en verblijven nog altijd in Noord-Korea. Het lot van de laatste twee kapers, Takeshi Okamoto en zijn vrouw Fukudome Kimiko, is onduidelijk. Zij zijn vermoedelijk gedood tijdens een poging Noord-Korea te ontvluchten.
In juni 2004 deden de nog levende kapers een oproep aan de Noord-Koreaanse autoriteiten om terug te mogen keren naar Japan. In maart 2010 noemde Moriaki Wakabayashi in een interview met Kyodo News de gijzeling een “egoïstisch en ondoordachte actie”. Hij gaf aan graag naar Japan terug te willen en zelfs bereid te zijn zich te laten arresteren en berechten voor zijn aandeel in de kaping.
Het vliegtuig is in Japan na de kaping na een naamswijziging weer in gebruik genomen en deed daarna een tijd dienst bij Hapag-Lloyd Flug, en is uiteindelijk in Congo-Zaïre beland, waar het in 2006 werd achtergelaten.